# Ștefan Iovan
Ștefan Iovan (Moțăței, 1960. augusztus 23. –) válogatott román labdarúgó, hátvéd, edző.

## Pályafutása

### Klubcsapatban
1977 és 1980 között a Reșița labdarúgója volt, közben 1978–79-ben a Luceafărul București csapatában szerepelt kölcsönben. 1980 és 1991 között a Steaua Bucureşti, 1991–92-ben az angol Brighton & Hove Albion, 1992–93-ban ismét a Steaua, 1993 és 1995 között a Rapid București, 1995–96-ban az Electroputere Craiova labdarúgója volt. 1996–97-ben a Reșița játékosaként vonult vissza a labdarúgástól.
A Steaua csapatával hat bajnoki címet és négy románkupa-győzelmet ért el. Tagja volt az 1985–86-as idényben BEK-győztes, majd az 1988–89-es idényben BEK-döntős csapatnak.

### A válogatottban
1983 és 1990 között 34 alkalommal szerepelt a román válogatottban és három gólt szerzett.

### Edzőként
2000 és 2003 között a Steaua Bucureşti segédedzőjeként tevékenykedett. 2002-ben ideiglenes vezetőedzőként is dolgozott. 2004 és 2011 között a román válogatottnél, segédedző, 2011-ben ideiglenes szövetségi kapitány volt. 2013 és 2015 között a Viitorul Constanța, 2017 és 2019 között a Steaua csapatának segédedzője volt.

## Sikerei, díjai
Steaua Bucureşti
- Román bajnokság
  - bajnok (6): 1984–85, 1985–86, 1986–87, 1987–88, 1988–89, 1992–93
  - 2. (2): 1983–84, 1989–90
- Román kupa
  - győztes (4): 1985, 1987, 1988, 1989
  - döntős (3): 1984, 1986, 1990
- Bajnokcsapatok Európa-kupája (BEK)
  - győztes: 1985–86
  - döntős: 1988–89
- UEFA-szuperkupa
  - győztes: 1986
- Interkontinentális kupa
  - döntős: 1986